# Кобу
```

```

Кобу́ (Гобу; азерб. Qobu) — селище на сході Азербайджану, розташоване на захід від столиці держави Баку та південний захід від міста Хирдалан, підпорядковане Абшеронському району.

## Географія
Селище розташоване в основі Апшеронського півострова, на західному підніжжі гори Шабандаг.

## Історія
Статус селища міського типу Кобу отримав в 1937 році. До 1960-их років називалось Кобі (Гобі).

## Населення
Згідно з даними перепису 1989 року в селищі Кобу проживало 6386 осіб. На 2011 рік населення збільшилось до 11,5 тисяч осіб.

## Господарство
В селищі розвинене вівчарство та килимарство. Автомобільні шляхи з'єднують Кобу з Баку, Хирдаланом та сусіднім селищем Гюздак.